# Leichtathletik-Europameisterschaften 1962/800 m der Frauen

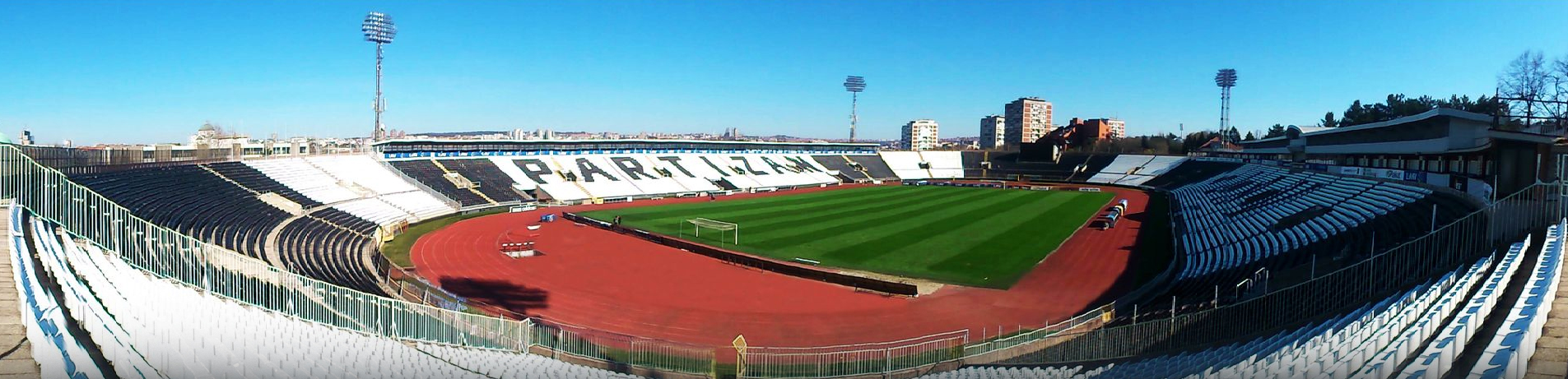
Panoramablick auf das Partizan-Stadion 2014 – 52 Jahre
nach den dortigen Europameisterschaften

Der 800-Meter-Lauf der Frauen bei den Leichtathletik-Europameisterschaften 1962 wurde am 15. und 16. September 1962 im Belgrader Partizan-Stadion ausgetragen.
Europameisterin wurde die Niederländerin Gerda Kraan, die im Finale einen neuen Europarekord aufstellte. Den zweiten Platz belegte die Deutsche Waltraud Kaufmann. Die Ungarin Olga Kazi gewann die Bronzemedaille.

## Rekorde

### Bestehende Rekorde
| Weltrekord   | 2:01,2 min | Dixie Willis           | Perth, Australien                    | 3. März 1962      |
| Europarekord | 2:04,3 min | Ljudmila Schewzowa     | Moskau, Sowjetunion (heute Russland) | 3. Juli 1960      |
| Europarekord | 2:04,3 min | Ljudmila Schewzowa     | Rom, Italien                         | 7. September 1960 |
| EM-Rekord    | 2:06,3 min | Jelisaweta Jermolajewa | EM Stockholm, Schweden               | 24. August 1958   |

### Rekordverbesserung
Der bestehende Meisterschaftsrekord wurde zunächst egalisiert und dan verbessert. Außerdem gab es einen neuen Europarekord sowie fünf neue Landesrekorde.
- Meisterschaftsrekorde:
  - 2:06,3 min (egalisiert) – Gerda Kraan (Niederlande), erster Vorlauf am 15. September
  - 2:02,8 min (verbessert) – Gerda Kraan (Niederlande), Finale am 16. September
- Europarekord:
  - 2:02,8 min – Gerda Kraan (Niederlande), Finale am 16. September
- Landesrekorde:
  - 2:13,0 min – Maeve Kyle (Irland), erster Vorlauf am 15. September
  - 2:05,0 min – Waltraud Kaufmann (Deutschland), Finale am 16. September
  - 2:05,0 min – Olga Kazi (Ungarn), Finale am 16. September
  - 2:05,0 min – Joy Jordan (Großbritannien), Finale am 16. September
  - 2:05,8 min – Krystyna Nowakowska (Polen), Finale am 16. September

## Vorrunde
15. September 1962, 17.35 Uhr
Die Vorrunde wurde in drei Läufen durchgeführt. Die ersten beiden Athletinnen pro Lauf – hellblau unterlegt – qualifizierten sich für das Finale.

Eigentlich sollte die Vorrunde am 14. September mit anschließenden Semifinalläufen am 15. September stattfinden. Doch angesichts der geringen Teilnehmerinnenanzahl wurde die erste Runde gestrichen.

### Vorlauf 1
| Platz | Name               | Nation         | Zeit (min) |
| ----- | ------------------ | -------------- | ---------- |
| 1     | Gerda Kraan        | Niederlande    | 2:06,3 CRe |
| 2     | Wera Muchanowa     | Sowjetunion    | 2:08,3     |
| 3     | Phyllis Perkins    | Großbritannien | 2:08,4     |
| 4     | Ilse Schönemann    | Deutschland    | 2:09,4     |
| 5     | Gizella Sasvári    | Ungarn         | 2:11.1     |
| 6     | Maeve Kyle         | Irland         | 2:13.0 NR  |
| 7     | Elisabeta Teodorof | Rumänien       | 2:13,6     |

### Vorlauf 2

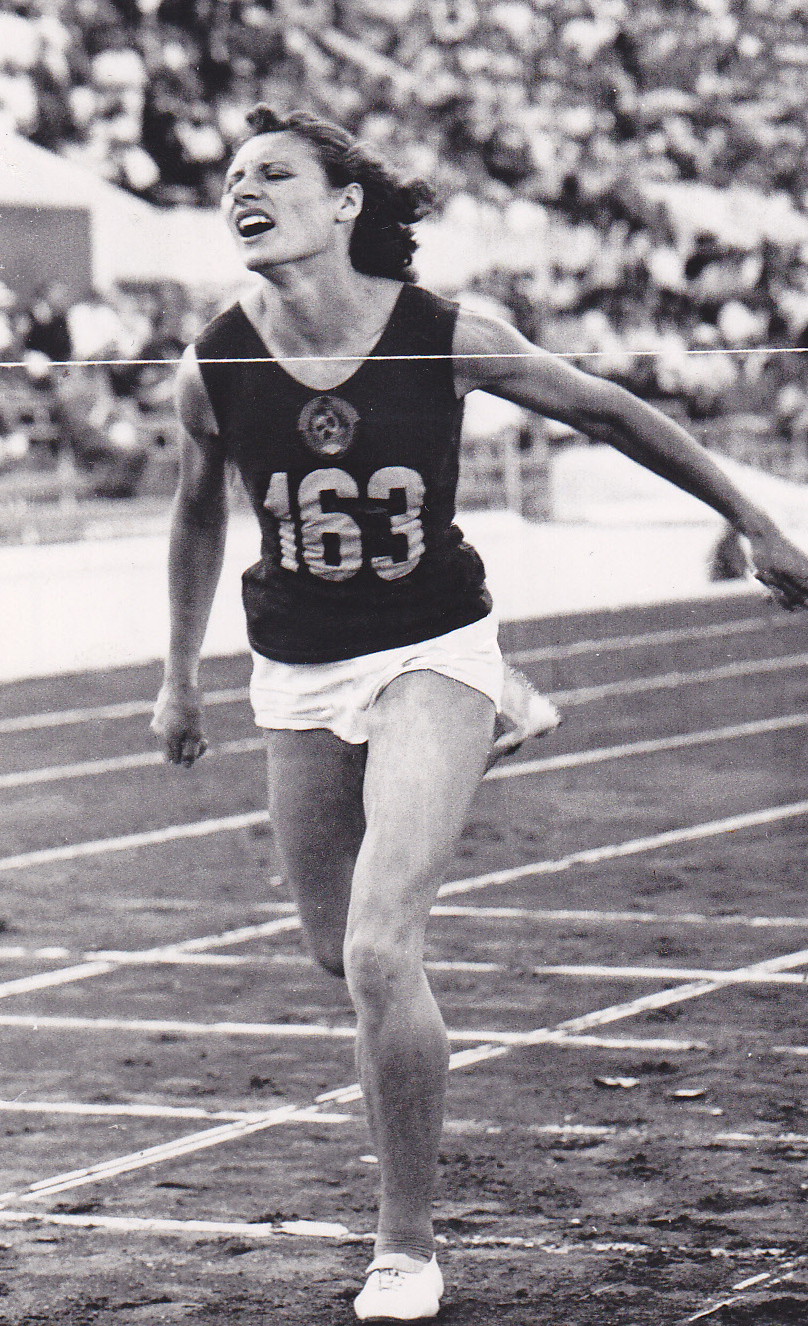
Die Europarekordlerin Ljudmila Lysenko – Olympiasiegerin von 1960 (damals unter ihrem Namen Ljudmila Schewzowa) – schied als Dritte des zweiten Vorlaufs aus
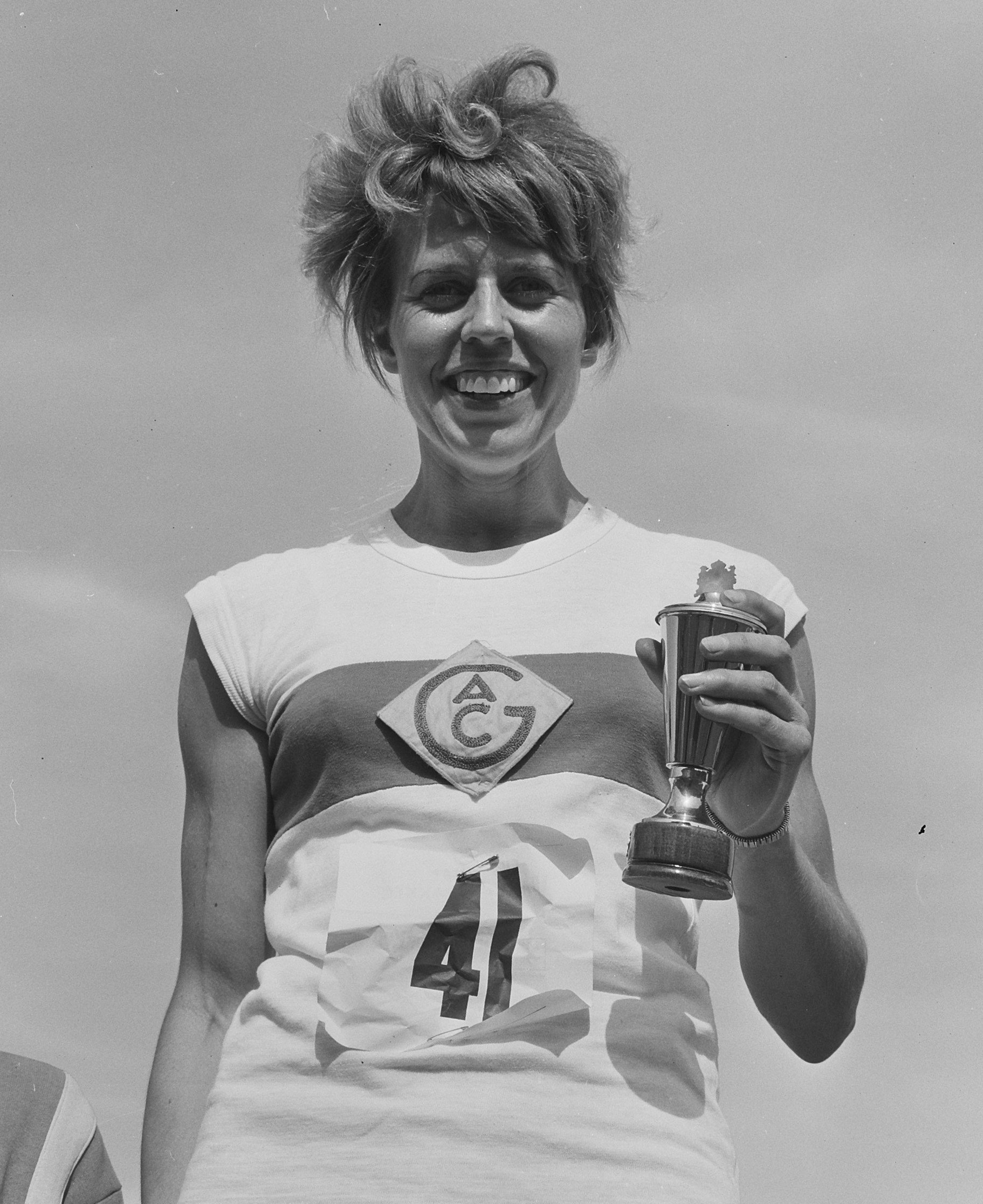
Ihr sechster Platz im dritten Vorlauf reichte Jannie van Eyck-Vos nicht zur Finalteilnahme

| Platz | Name              | Nation         | Zeit (min) |
| ----- | ----------------- | -------------- | ---------- |
| 1     | Joy Jordan        | Großbritannien | 2:07,4     |
| 2     | Waltraud Kaufmann | Deutschland    | 2:07,7     |
| 3     | Ljudmila Lysenko  | Sowjetunion    | 2:08,7     |
| 4     | Florica Grecescu  | Rumänien       | 2:08,8     |
| 5     | Milica Rajkov     | Jugoslawien    | 2:16,5     |

### Vorlauf 3
| Platz | Name                | Nation         | Zeit (min) |
| ----- | ------------------- | -------------- | ---------- |
| 1     | Olga Kazi           | Ungarn         | 2:08.1     |
| 2     | Krystyna Nowakowska | Polen          | 2:08,1     |
| 3     | Tamara Dmitrijewa   | Sowjetunion    | 2:08,9     |
| 4     | Anita Wörner        | Deutschland    | 2:09,5     |
| 5     | Madeline Ibbotson   | Großbritannien | 2:09,7     |
| 6     | Jannie van Eyck-Vos | Niederlande    | 2:11,3     |
| 7     | Gilda Jannacone     | Italien        | 2:13,6     |

## Finale
16. September 1962, 17.35 Uhr
| Platz | Name                | Nation         | Zeit (min) |
| ----- | ------------------- | -------------- | ---------- |
| 1     | Gerda Kraan         | Niederlande    | 2:02,8 ER  |
| 2     | Waltraud Kaufmann   | Deutschland    | 2:05,0 DR  |
| 3     | Olga Kazi           | Ungarn         | 2:05,0 NR  |
| 4     | Joy Jordan          | Großbritannien | 2:05,0 NR  |
| 5     | Krystyna Nowakowska | Polen          | 2:05,8 NR  |
| 6     | Wera Muchanowa      | Sowjetunion    | 2:07,2     |

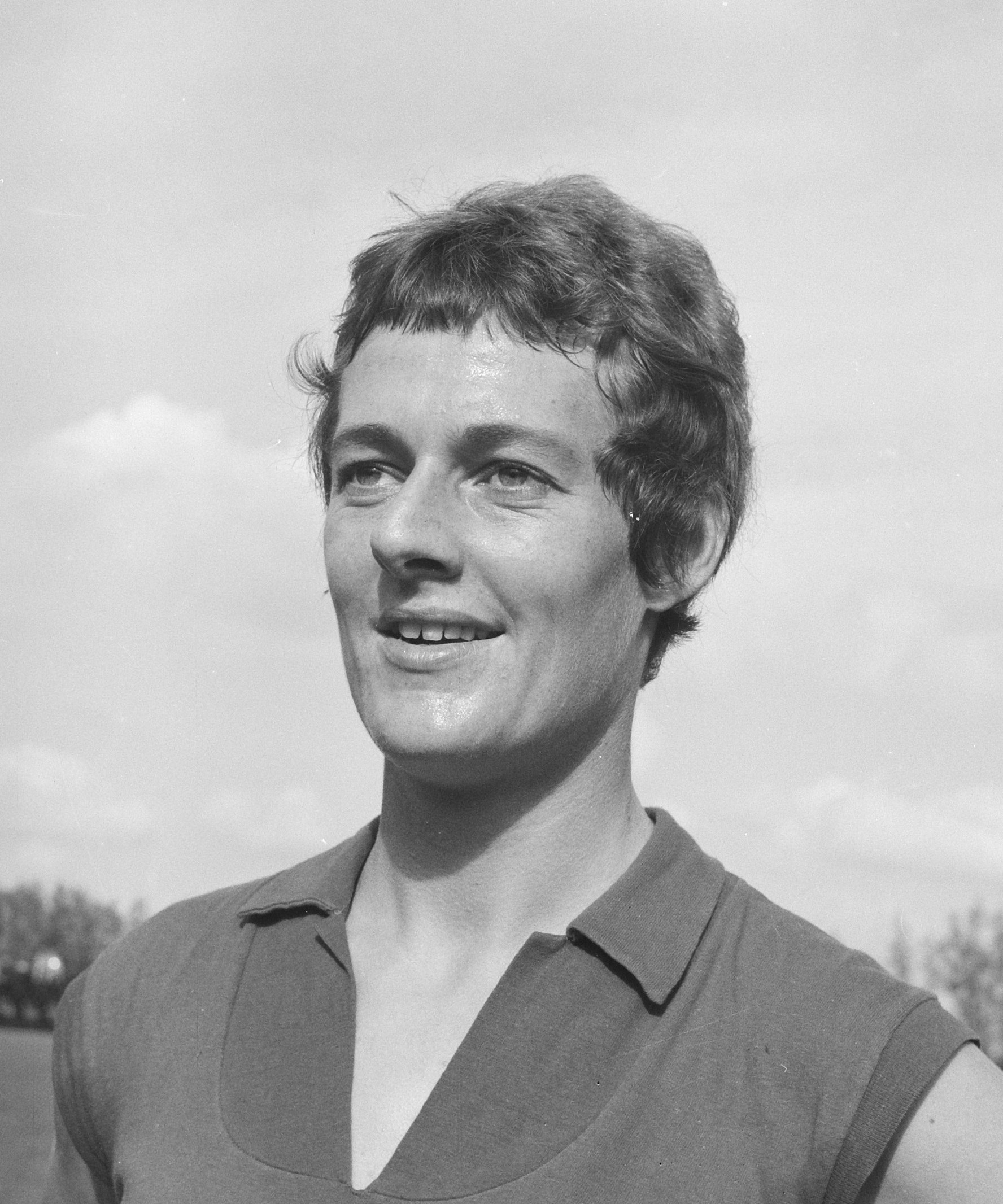
Europameisterin Gerda Kraan siegte überlegen mit neuem Europarekord

Die Niederländerin Gerda Kraan siegte überlegen mit mehr als zwei Sekunden Vorsprung. Einen äußerst knappen Ausgang hatte der Kampf um die Plätze hinter der Europameisterin. Drei Läuferinnen erreichten bis auf die Zehntelsekunde gleichauf das Ziel. Die Deutsche Waltraud Kaufmann erlief sich die Silbermedaille, die Ungarin Olga Kazi gewann Bronze. Die Britin Joy Jordan blieb ohne Medaille und musste sich mit Rang vier zufriedengeben. Nur weitere acht Zehntelsekunden zurück belegte die Polin Krystyna Nowakowska den fünften Platz.
Das Tempo des Rennens war so hoch, dass es zahlreiche Rekorde mit sich brachte. Die siegreiche Gerda Kraan verbesserte den Europarekord um 1,5 Sekunden, die nächsten vier Läuferinnen hinter ihr stellten jeweils neue Landesrekorde auf.